# Masdevallia quasimodo
Masdevallia quasimodo är en orkidéart som beskrevs av Carlyle August Luer. Masdevallia quasimodo ingår i släktet Masdevallia och familjen orkidéer.
Artens utbredningsområde är Bolivia. Inga underarter finns listade i Catalogue of Life.